# Ca l'Alrani
Ca l'Alrani és una masia del municipi de les Franqueses del Vallès (Vallès Oriental) inclosa en l'Inventari del Patrimoni Arquitectònic de Catalunya.

## Descripció
És una masia de planta rectangular, orientada a migdia. Barri tancat que encercla la façana principal. A la cara Est s'hi ha afegit una nova edificació, damunt la porta d'accés al barri. A la cara Nord hi ha adossada una altra masia que aprofita un tros de Ca L'Alrani; s'observa obertures tapiades que aprofita l'altra casa. Coberta a dues vessants i el carener és paral·lel a la façana, esdevenint, aquesta, rectangular. Portal adovellat d'arc de mig punt en el centre i una gran finestra gòtica al seu damunt. Aquesta és d'arc conopial, i es representen dos caps a la imposta i dos caps en els calats ornamentals. A la base castells.

## Història
L'arxiu parroquial conserva documentació on s'esmenta la casa amb anterioritat al s. XIII. En el fogatge de 1553 apareix Joan Alrani de la Riera. Possiblement la construcció de la casa és d'aquest mateix segle, tal com ens ho indiquen les característiques constructives i l'estil arquitectònic. La casa va pertànyer a la família Trias de Bes fins fa pocs anys. Aquesta fou adquirida pels Rocabella; la casa és habitada per masovers.